# Hola Airport
Hola Airport (engelska: Galole Airport) är en flygplats i Kenya.   Den ligger i länet Tana River, i den sydöstra delen av landet, 400 km öster om huvudstaden Nairobi. Hola Airport ligger 63 meter över havet.
Terrängen runt Hola Airport är mycket platt. Runt Hola Airport är det ganska glesbefolkat, med 34 invånare per kvadratkilometer. Närmaste större samhälle är Hola, 5,4 km nordost om Hola Airport. Trakten runt Hola Airport består i huvudsak av gräsmarker.